# Sterigmostemum sulphureum
Sterigmostemum sulphureum är en korsblommig växtart som först beskrevs av Joseph Banks och Daniel Carl Solander, och fick sitt nu gällande namn av Joseph Friedrich Nicolaus Bornmüller. Sterigmostemum sulphureum ingår i släktet Sterigmostemum och familjen korsblommiga växter.

## Underarter
Arten delas in i följande underarter:
- S. s. glandulosum
- S. s. sulphureum